# Huta Zygmunt

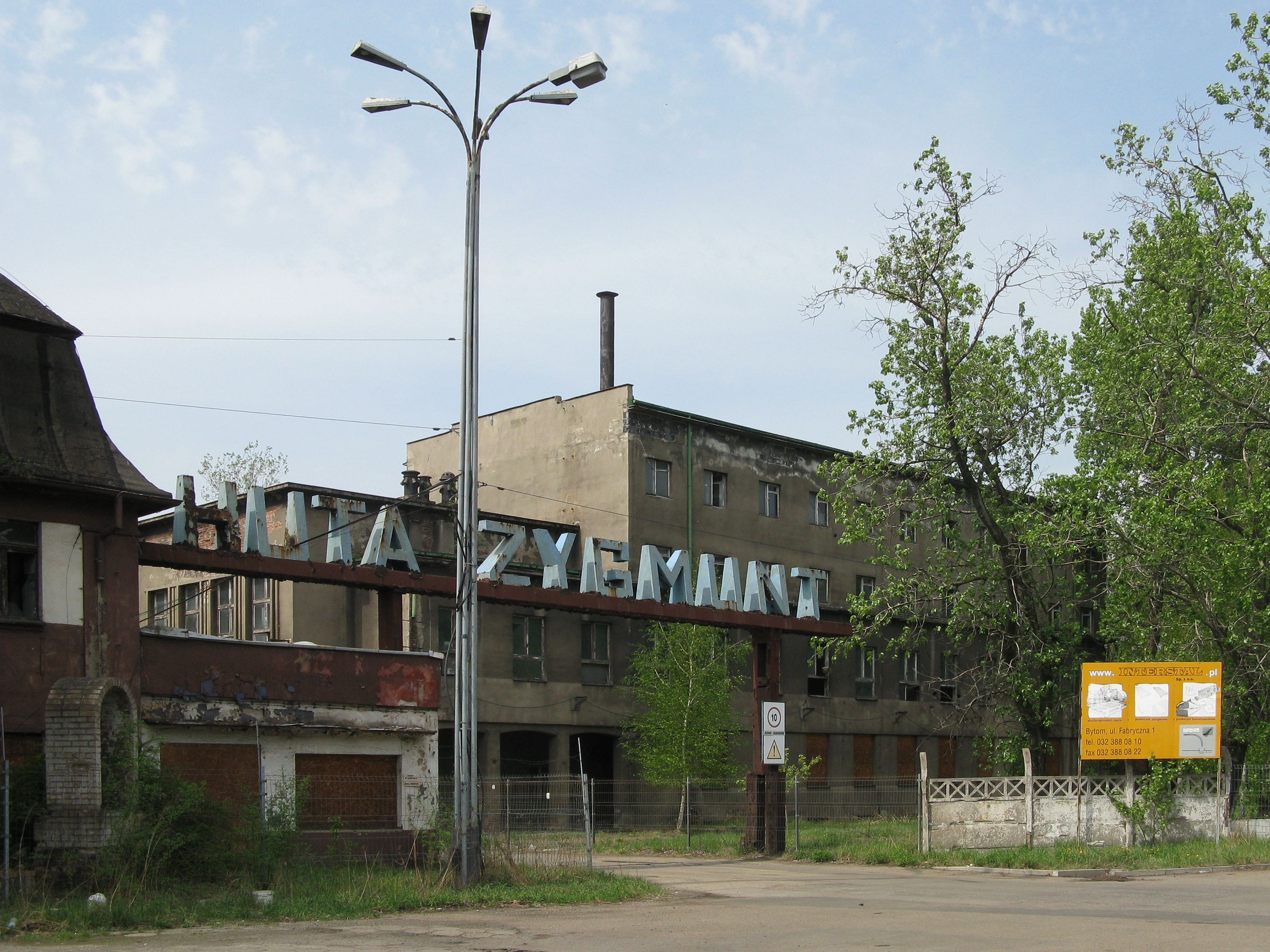
Brama wjazdowa na dawny teren Huty Zygmunt (2018)

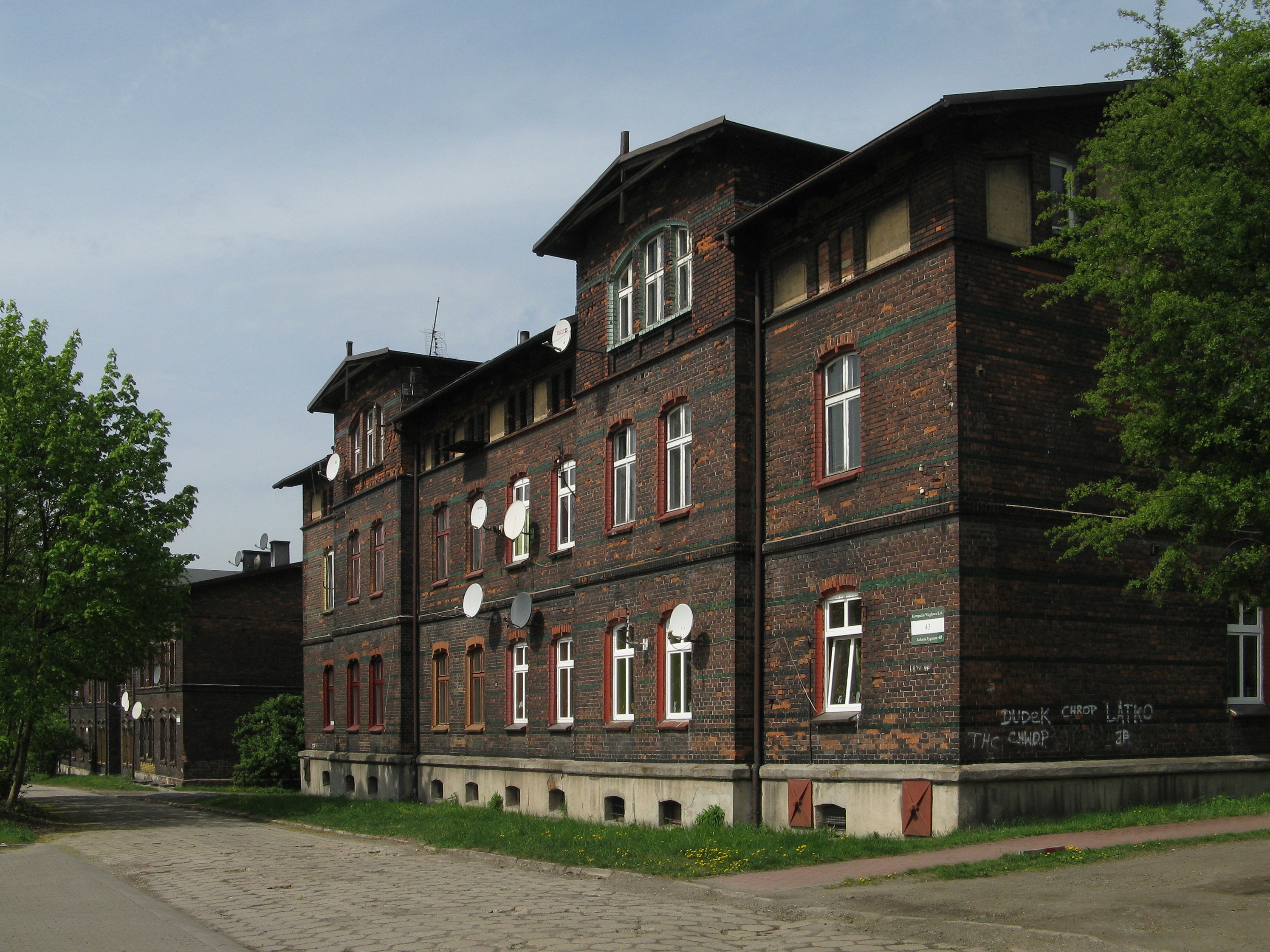
Zabudowania położonej przy hucie Kolonii Zygmunt (2018)

Huta Zygmunt (niem. Hubertushütte, do 1936 roku Huta Hubertus) – zlikwidowana huta żelaza, która znajdowała się w Bytomiu–Łagiewnikach, formalnie istniała od 1857 roku do 10 marca 2000 roku, kiedy została postawiona w stan upadłości.
Została założona w 1857 roku przez Huberta von Tiele-Wincklera, wcześniej, od 1845 roku działała jako cynkownia.
Huta była zaopatrywana w węgiel przez pobliską kopalnię Łagiewniki, na terenie huty znajdował się szyb Schwerin.
Od 1889 roku należała do koncernu Katowickiej Spółki Akcyjnej dla Górnictwa i Hutnictwa. W 1901 roku ukończono budowę robotniczej Kolonii Zgorzelec dla pracowników zakładu. W 1904 roku zakład powiększono o nowo wybudowaną stalownię i koksownię.
Zmiana nazwy huty z Hubertus na Zygmunt nastąpiła w 1936.
W 1937 huta została włączona w skład Wspólnoty Interesów Górniczo-Hutniczych z siedzibą w Katowicach. W latach 1940–1942 zakład należał do I.G. Betriebsgruppe Bismarckhütte, następnie do Berghütte Königs und Bismarckhütte AG.
Przy hucie od grudnia 1944 do stycznia 1945 mieścił się podobóz KL Auschwitz o nazwie Hubertushütte. Funkcjonował także jako: Arbeitslager Hohenlinde, Lager Nr 4923, 1028 Gemeinschaftslager Steinhof, Gefangen- und Zivilarbeiterlager der Hubertushütte. Więźniowie pracowali w hucie na rzecz firmy Berghütte Königs und Bismarckhütte AG. 17 stycznia 1945 znajdowało się w nim 202 więźniów.
19 stycznia 1945 nastąpiła likwidacja obozu i ewakuacja więźniów do Gliwic, a później do KL Sachsenhausen. 22 lipca 1979 roku zakład został odznaczony Orderem Sztandaru Pracy. 
W 1990 roku zdolności produkcyjne huty były oparte na stalowni elektrycznej i martenowskiej, a zakład zajmował się głównie produkcją urządzeń i maszyn hutniczych. W 1995 roku huta została sprywatyzowana w ramach Programu Powszechnej Prywatyzacji.
10 marca 2000 roku Huta Zygmunt została postawiona w stan upadłości. Huta Zygmunt SA w upadłości podjęła się restrukturyzacji zatrudnienia, która była współfinansowana ze środków publicznych. Zakład w jego dawnej formie został zlikwidowany.
Od 2004 roku część dawnego majątku huty, tj. wydziału mechanicznego, należy do firmy Zamet Budowa Maszyn, część terenu po hucie kupił koncern ArcelorMittal i utworzył tam centrum serwisowe U2S-Usinor Stal Serwis, które zajmuje się przetwórstwem blach.
Po II wojnie światowej zakład objął patronatem założony w 1919 roku lokalny klub sportowy nazwany na krótko HKS Stal Łagiewniki, który przez większość swojej aktywności działał jako ŁKS Łagiewniki.